# Masožravec

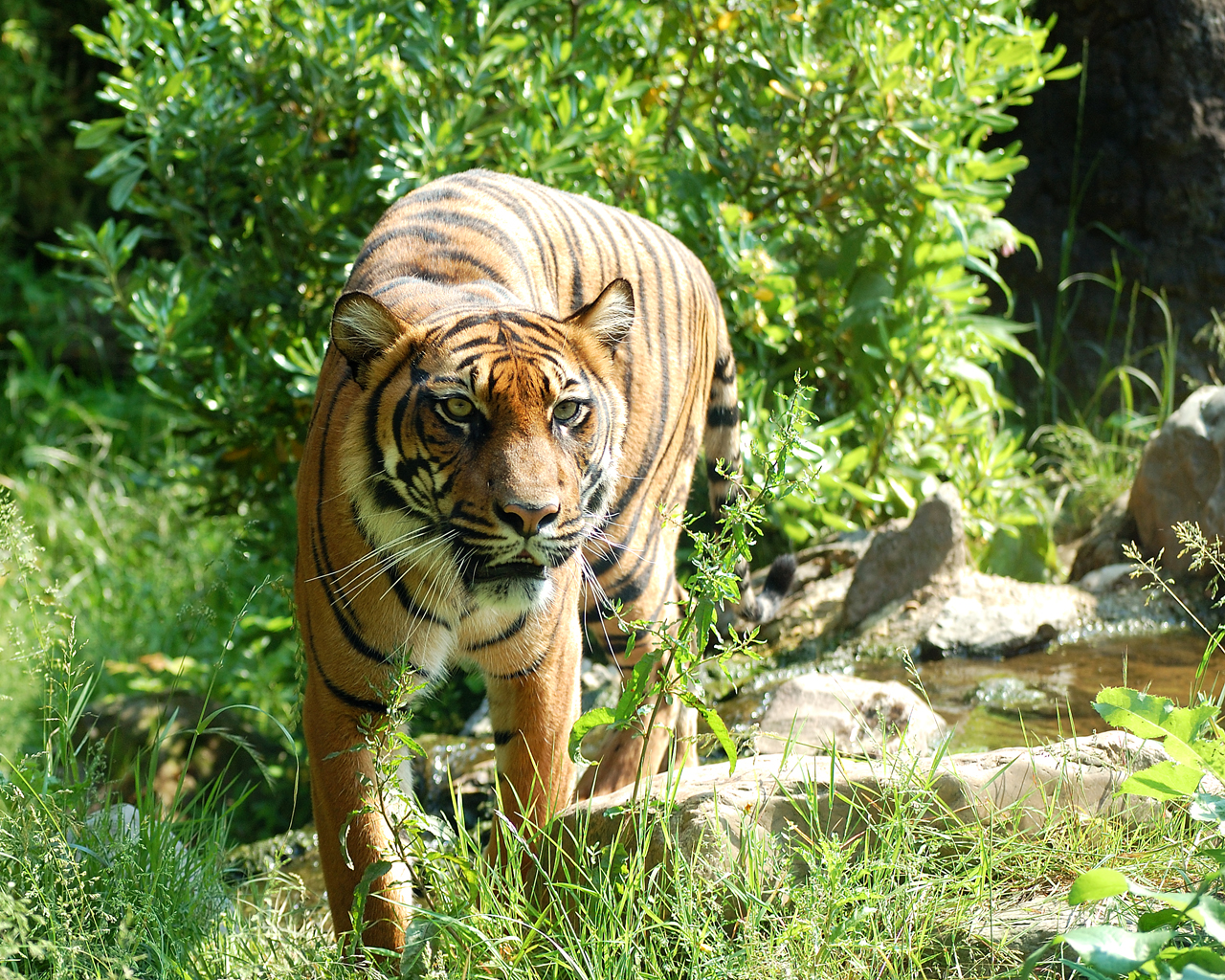
Tygr sumaterský, typický masožravec

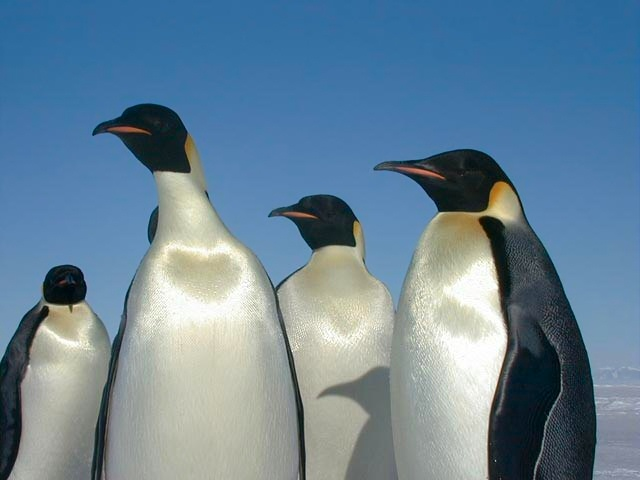
Tučňák císařský, jehož potrava se skládá převážně z korýšů a ryb

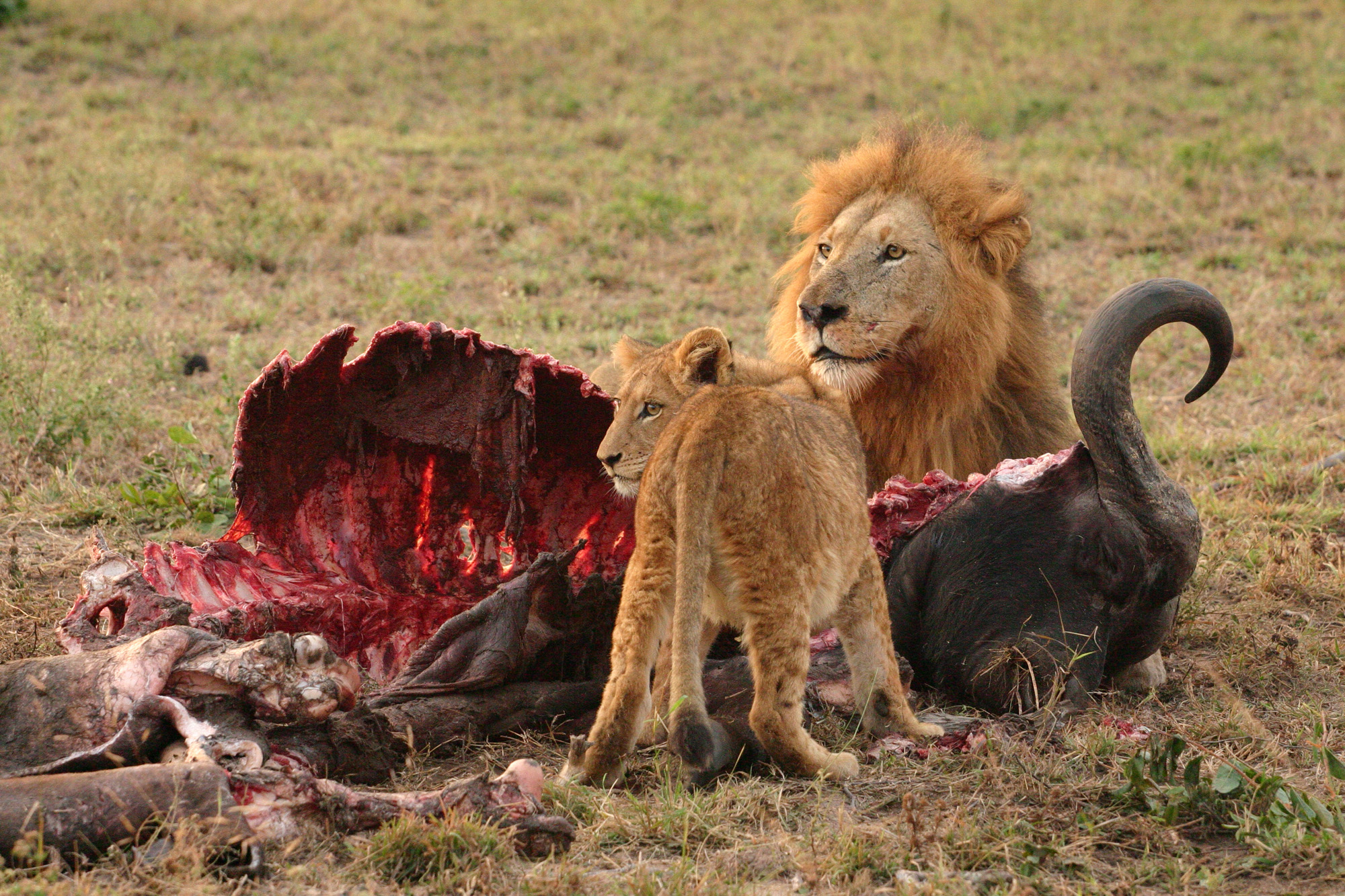
Skupina lvů u své kořisti

Masožravec (karnivor) je živočich, jehož potrava se skládá převážně z masa.
Vědecký název Carnivore by mohl být zavádějící, protože je podobný názvu řádu šelmy (Carnivora), z nichž většina opravdu splňuje první definici. Výjimkou ale je například čeleď medvědovití, jejíž zástupci jsou příkladem šelem, které nejsou pravými masožravci, kromě medvěda ledního.
Níže je uveden seznam zvířat, které se živí pouze nebo téměř výlučně masitou stravou. Někteří masožravci jsou draví, jiní jsou mrchožrouti.

## Ekologický význam
Z hlediska ekologického jsou masožravci obvykle organismy stojící na vrcholu nebo blízko vrcholu potravní pyramidy – predátoři. Tyto organismy žijí díky potřebě lovu často na rozsáhlých areálech, až stovky km² velkých. Jejich populační hustoty jsou i přirozeně nízké, neboť vyšší počet jedinců se na stejné ploše není schopen uživit (na jednotku biomasy kořisti připadá jen malá část biomasy masožravce) a díky tomu mezi ně patří řada nejohroženějších druhů vůbec.
Člověk byl dříve převážně masožravec. Navíc člověk odedávna viděl v masožravcích svoji konkurenci. Masožravci byli totiž ti, kteří lovili jeho potravu, ať už v podobě domestikovaných zvířat (ovce, kozy…), nebo v podobě vysazované divoké zvěře (srnec, jelen, daněk atd.). Někteří velcí masožravci byli proto v západní Evropě vesměs vyhubeni nebo se jejich stavy dostaly na pokraj vyhubení. Toto myšlení u části lidské populace přetrvává dodnes, což spolu s vysokým stupněm přetvořenosti krajiny a obavou místních obyvatel z náhodných útoků brání úspěšné reintrodukci některých druhů zpět do volné přírody (rys, vlk a medvěd v podmínkách ČR).
Naopak domestikovaným masožravcům, jako je kočka domácí a pes domácí, se díky symbióze se člověkem velmi daří. Navíc je člověk zodpovědný za jejich introdukci na dříve izolovaná území, jako jsou některé ostrovy a australský kontinent, kde tito masožravci v podstatě zlikvidovali původní, primitivnější masožravou faunu. To je případ psa dingo, který přišel do Austrálie s člověkem již před několika tisíci lety, v moderní době pak evropští kolonisté vysadili lišky a kočky, které měly zredukovat počty přemnožených králíků, ty se ale místo toho zaměřily na pomalejší původní australskou faunu. S problémem koček se potýká i mnoho dalších izolovaných ostrovů včetně Nového Zélandu, protože kočky se původně používaly v lodích na chytání myší.

## Největší masožravec
Největším živočichem, který aktivně loví kořist, je vorvaň. Ještě v 19. století dorůstal až okolo 26 m a vážil přes 100 tun (největší kusy ulovené ve 20. století měly maximálně mírně přes 20 metrů a vážily okolo 50 tun).

## Pravý masožravec
Pravý masožravec je takové zvíře, jehož strava se skládá pouze z masa. Mohou sice konzumovat jinou stravu, nicméně tyto látky k životu nepotřebují. U domestikovaných masožravců se často doporučuje podávat doplňkovou rostlinnou stravu, protože masu určenému pro lidskou konzumaci často chybí některé důležité živiny.
- kočkovití – kočka domácí, ale také lev, tygr a další druhy
- psovití – především pes hyenový
- medvědovití – pouze medvěd lední
- masožraví ptáci
- žáby
- hadi (někteří jsou vejcožraví)
- krokodýli
- žraloci
- mnoho druhů ryb
- pavouci
- Mantophasmatodea, kudlanky a jiný hmyz

Dále k masožravcům patří několik druhů drobných bezobratlých. Mnoho dinosaurů a dalších vyhynulých zvířat patřilo mezi masožravé, například velmi dobře známý Tyrannosaurus rex nebo tygr šavlozubý.